# ミニぱと
『ミニぱと』は、柳沢きみおによる日本の漫画作品。警察を舞台にしたドタバタギャグ漫画。『月刊少年チャンピオン』（秋田書店）にて、1977年から1979年にかけて連載された。単行本は同社の少年チャンピオンコミックスより全2巻。

## 登場人物
五月（さつき）
車の運転や、格闘、銃の扱いに優秀な婦警。自分で買ったミニクーパーをパトカーにしている。木山主任の姪のつぼみと組んだことから主任よりマグナムを与えられる。
青井つぼみ（あおい つぼみ）
本当は中学1年生だが、叔母である木山主任に頼み込んで婦警にしてもらった。
西（にし）
乱れた三崎署を立て直すため、木山主任の後任として送られてきた。だが、ドジな性格がばれてしまってからは五月婦警に頭が上がらない。五月婦警に恋心を抱いている。
マリリン
研修の為にアメリカからやってきた。タイプの似た五月婦警をライバルにしていたが、敗れてからは仲良くなる。